# Archéodrome de Beaune
L’archéodrome de Beaune ou archéodrome de Beaune-Merceuil est un ancien écomusée-oppidum-archéologique reconstitué, de l’aire d’autoroute A6 de Beaune-Merceuil en Côte-d'Or (Bourgogne-Franche-Comté), ouvert de 1978 à 2005, et dédié en particulier à la période gauloise de l'histoire de la Bourgogne,,.

## Historique
Cet archéodrome, fruit d’une collaboration originale entre son propriétaire, la société des Autoroutes Paris-Rhin-Rhône et le service régional de l'archéologie de Bourgogne, a ouvert ses portes en 1978, avec une vocation touristique, culturelle et pédagogique. 
Au début des années 1980, plus de 250 000 visiteurs annuels de passage sur l'Autoroute A6 visitent cet écomusée-archéologique reconstitué, qui offrait un voyage dans l'histoire de la Bourgogne, de l’âge du fer à l’an mille. En concurrence avec d’autres sites archéologiques grand public bourguignons, dont les musée archéologique de Dijon, Solutré, Bibracte, site archéologique d'Alésia et MuséoParc Alésia du mont Auxois, ou encore Guédelon, le site à progressivement perdu de son attractivité, pour tomber à une fréquentation de 40 000 visiteurs en 2004, dont une grande partie de scolaires (17 000 visiteurs) et de leurs enseignants. L’Archéodrome, après des difficultés économiques, a été fermé définitivement le 31 octobre 2005, faute de repreneur, et démoli en février 2025.

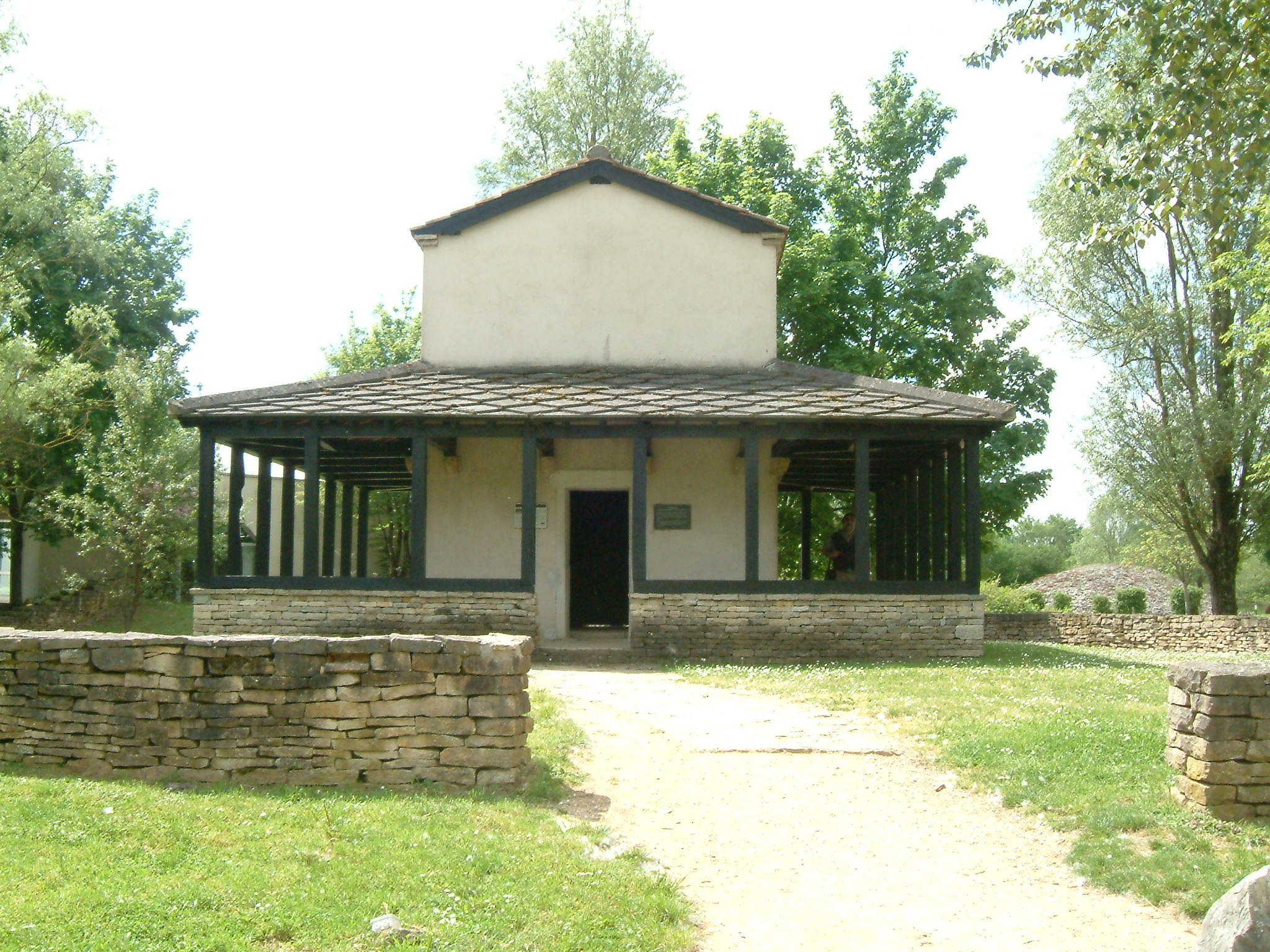
Fanum gallo-romain (IIe siècle)
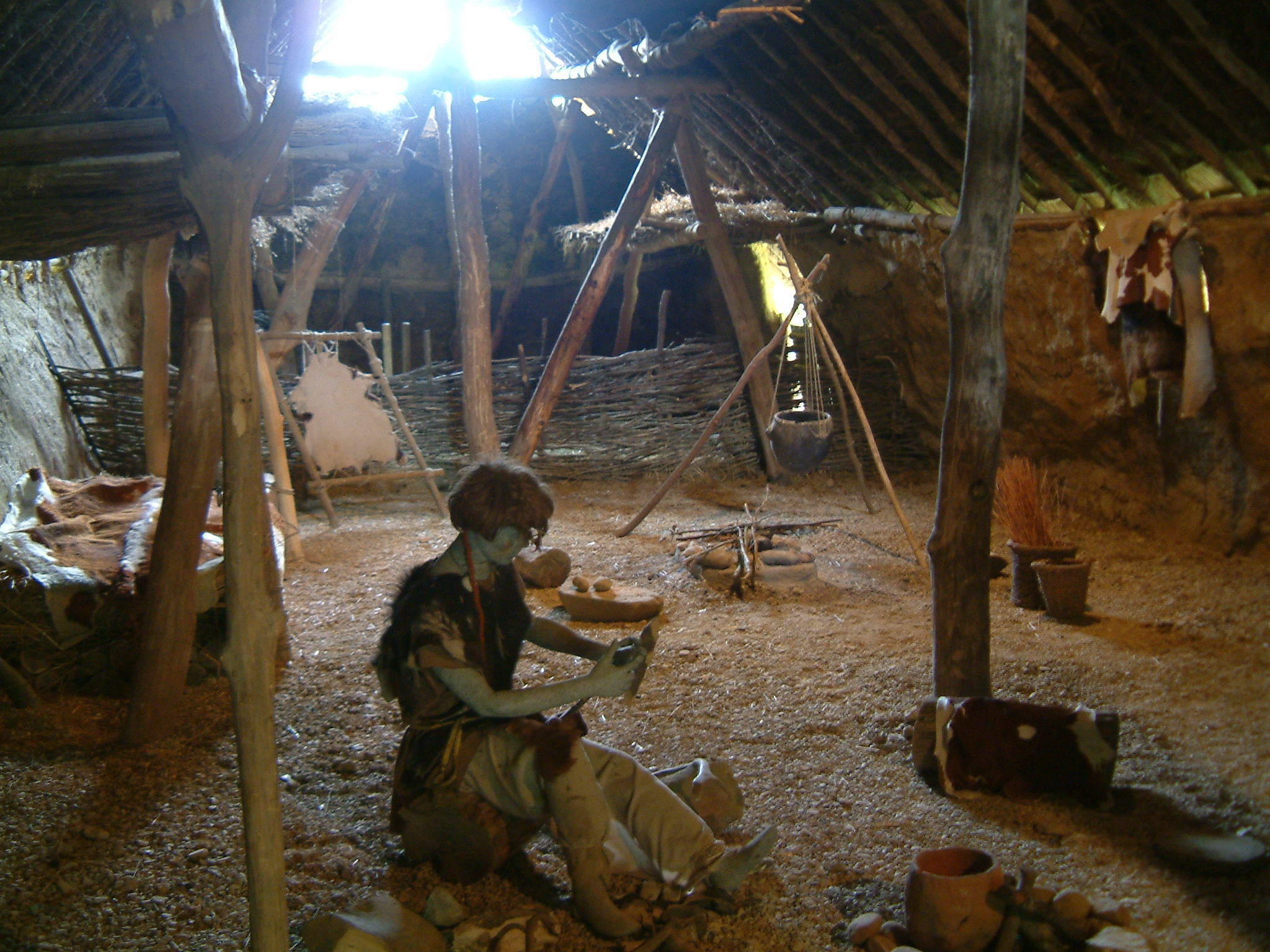
Intérieur d’habitation gauloise
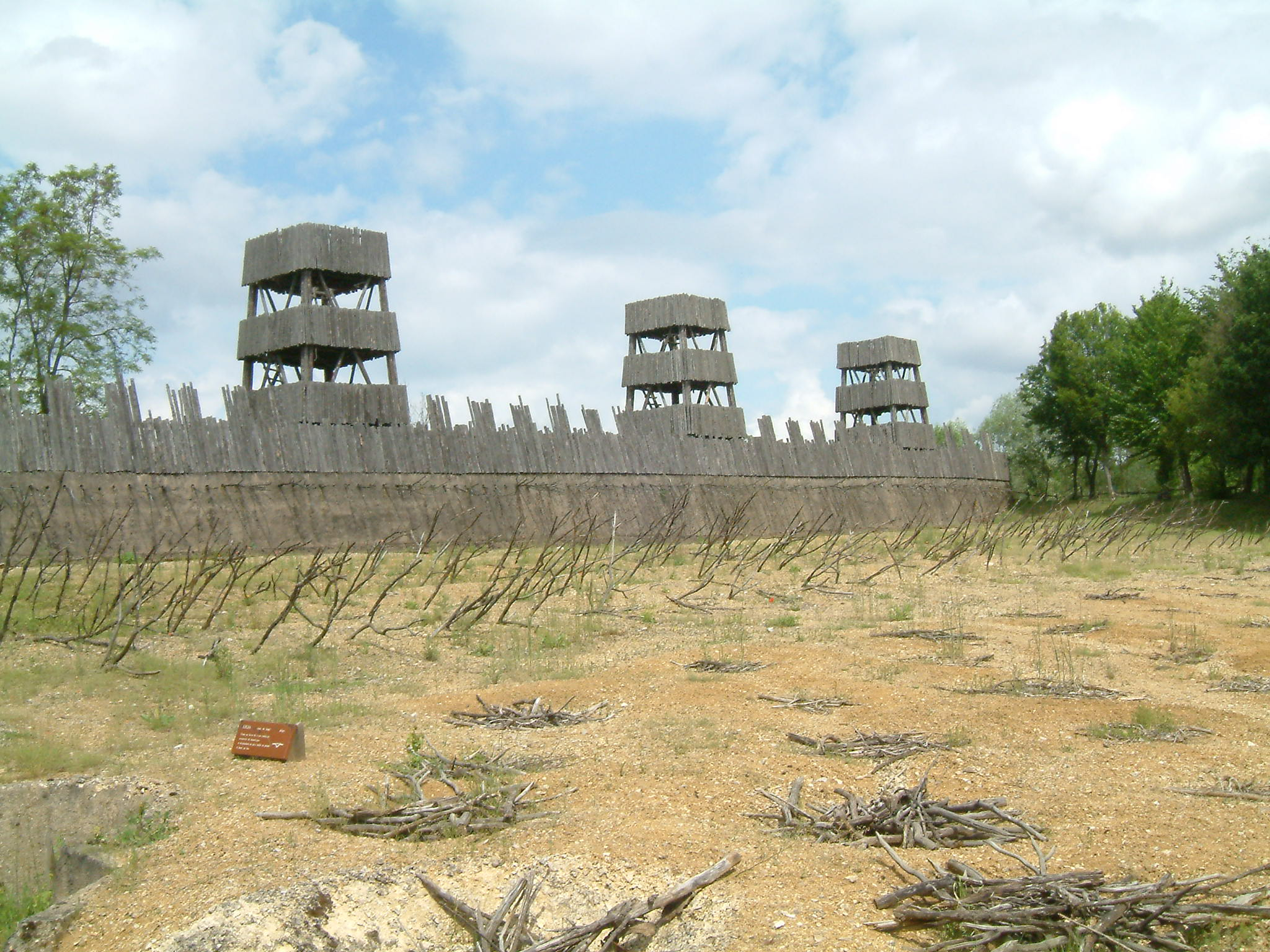
Répliques de fortifications romaines du siège d'Alésia

## Thèmes
L’Archéodrome était principalement tourné vers l’évolution de l’Homme et des techniques, des origines (traces africaines d’Australopithèques) jusqu’à 1000 ap. J.-C. Ainsi étaient parcourues les différentes époques où évoluent les supports des travaux humains : cornes et os, silex, fer, bronze. Le patrimoine archéologique bourguignon était particulièrement mis en avant, que ce soit des vestiges venus de Solutré, Vix ou bien ayant trait à Alésia.
Un des grands intérêts de l’Archéodrome était d’offrir aux visiteurs la possibilité d’assister à des ateliers où des chercheurs démontraient au public les différentes techniques manuelles dont pouvaient disposer nos ancêtres.

Agriculture, élevage
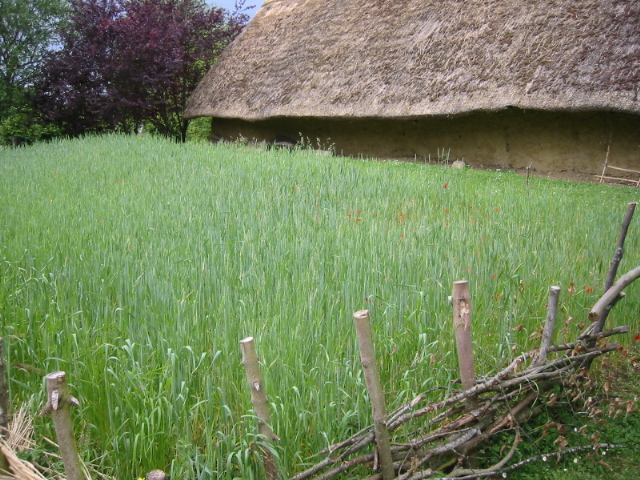
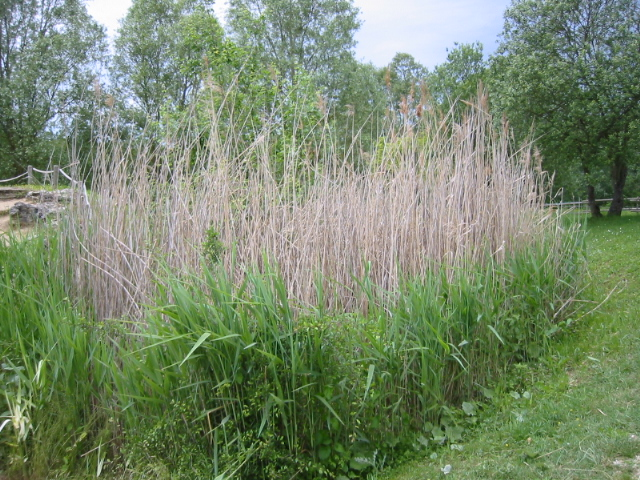
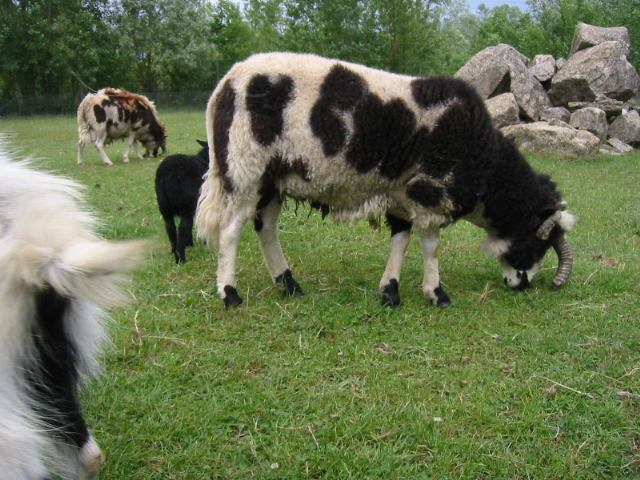

## Reconstitutions archéologiques
Le parc extérieur de l’archéodrome regroupait sur plusieurs hectares une dizaine de reconstitutions de lieux et bâtiments, dont :
- une habitation néolithique en torchis et paille (4000 av. J.-C.)
- un tumuli (monument funéraire, entre 6000 et 900 av. J.-C.)
- un éperon barré (défense d’un campement)
- des fortifications romaines (répliques de celles du site archéologique d'Alésia, du siège d'Alésia)
- une ferme gauloise
- un fanum (temple gallo-romain) du IIe siècle
- un atelier de potier
- des vestiges d’une villa gallo-romaine
- des stèles d’un cimetière gallo-romain (Ier – IVe siècle)

Reconstitutions d'habitations gauloises
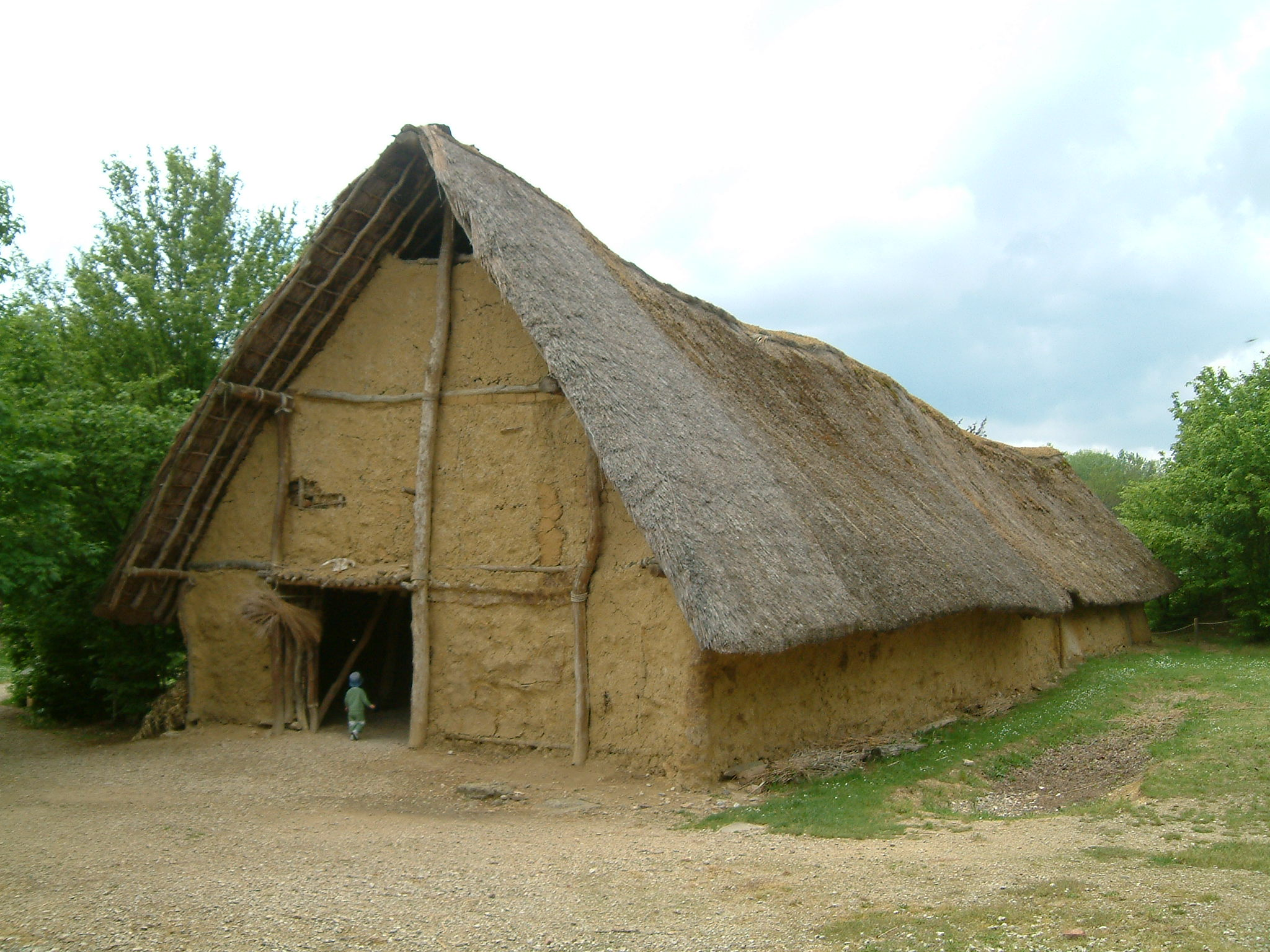
Habitation néolithique
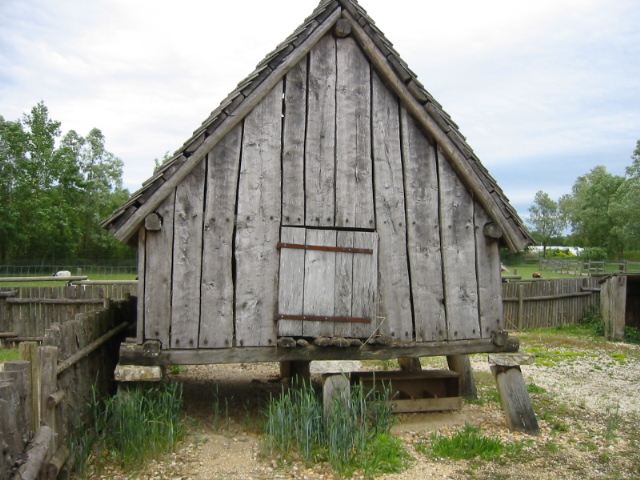
Grenier gaulois
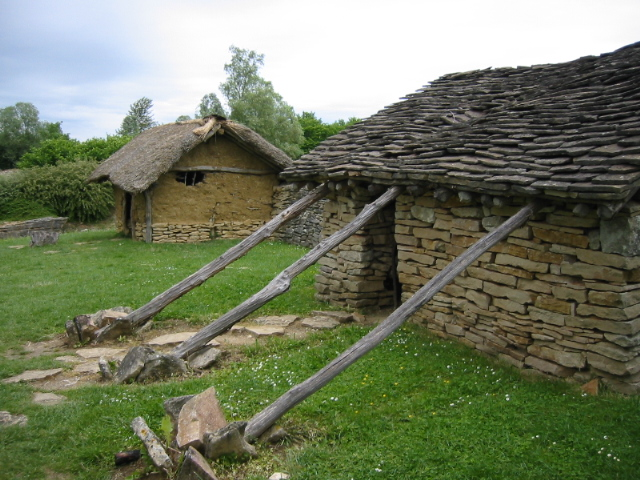